# Apeadeiro de Donas
O Apeadeiro de Donas é uma gare ferroviária da Linha da Beira Baixa, que serve a localidade de Donas, no Distrito de Castelo Branco, em Portugal.

## Descrição

### Localização e acessos
Esta interface tem acesso pela Rua do Loureiro, no limite poente de Teixugas (Largo da Cruz), distante menos de 400 m do centro (Pontãozinho) da localidade epónima.

### Infraestrutura
Como apeadeiro em linha em via única, esta interface tem uma só plataforma, que tem 140 m de comprimento e 685 mm de altura, situada do lado sudoeste da via (lado esquerdo do sentido ascendente, para Guarda), oposta à plataforma anterior preexistente, mais baixa, com abrigo de traça eclética.[carece de fontes?]

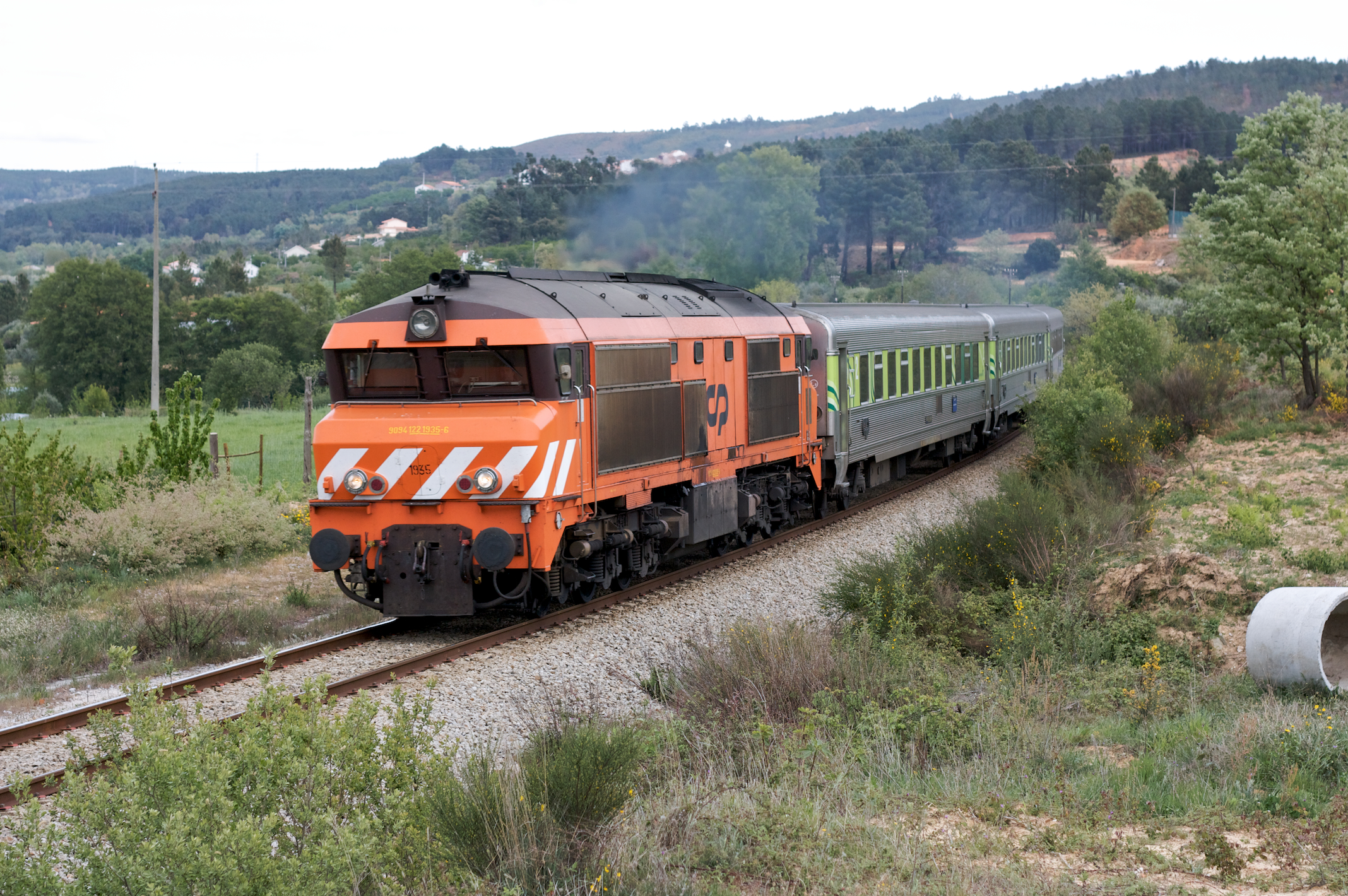
Intercidades Lisboa-Covilhã circulando junto a Donas, em 2009 (antes da eletrificação: locomotiva diesel n.º 1935).

### Serviços
Em dados de 2023, esta interface é servida por comboios de passageiros da C.P. de tipo regional, com quatro circulações diárias em cada sentido entre Castelo Branco ou Entroncamento ou Lisboa - Santa Apolónia e Guarda ou Covilhã.

## História
Este apeadeiro situa-se no troço entre as Estações de Abrantes e Covilhã da Linha da Beira Baixa, que entrou ao serviço no dia 6 de Setembro de 1891, pela Companhia Real dos Caminhos de Ferro Portugueses.

Uma portaria de 17 de Junho de 1936 do Ministério das Obras Públicas e Comunicações, publicada no Diário do Governo n.º 147, II Série, de 26 de Junho, aprovou o projecto da Companhia dos Caminhos de Ferro para a instalação de um apeadeiro com o nome de Donas, no PK 144+932 da Linha da Beira Baixa, como estava indicado no desenho n.º 10:735. A portaria também autorizou a expropriação de quatro parcelas de terreno, com a superfície total de 249,65 m², situadas à direita da via férrea (no sentido ascendente, para Guarda), entre os PK 144+867,70 e PK 144+978,20. Estas quatro parcelas foram cedidas gratuitamente pelos seus proprietários, João Pinto, Alvaro Navarro, Francisco Navarro e Luis Conceição.